# Pits en Kaliber
Pits en Kaliber is een stripreeks bedacht door de Belg Bob Mau. Er verschenen 13 albums.

## Publicatiegeschiedenis

### Mau
In 1959 ging bedenker Bob Mau werken bij het tijdschrift Ons Land. Vanaf 1959 verschenen de eerste verhalen van Pits en Kaliber. Ze verschenen grotendeels meteen in albumvorm. De reeks verscheen op vraag van de uitgeverij De Algemene Pers. Oorspronkelijk verschenen er vijf verhalen bij de De Algemene Pers. Ook uitgeverij Heideland gaf Pits en Kaliber uit. Vervolgens gaf uitgeverij Het Goede Boek 6 nieuwe albums uit en gaf de 5 oude opnieuw uit. De meeste albums verschenen in zwart-wit. Daarnaast verschenen 4 bestaande verhalen in Ons Land. Voorts verschenen er 2 nieuwe verhalen in dat tijdschrift waardoor er 13 verhalen zijn, maar deze 2 werden niet meteen in albumvorm uitgegeven.
Bedenker Mau werd geïnspireerd door Franquin. Hij werd zelfs beschouwd als de Vlaamse Franquin.

### Einde reeks
Eind de jaren 50 wilde Mau Pits en Kaliber laten publiceren in de krant Gazet van Antwerpen, maar daar was geen plaats voor een extra stripverhaal. Intussen was Mau deze stripreeks beu en hij werkte inmiddels aan een nieuwe langlopende stripreeks. Dit werd Kari Lente. Later liet hij Pits en Kaliber vallen voor Kari Lente.

### Latere uitgaves
In de jaren 60 verschenen de verhalen die eerder als album verschenen in het tijdschrift Ohee. Ook werd het verhaal Vreemde poppen gepubliceerd. Dit verhaal was eerder in Ons Land verschenen, maar nog niet eerder in albumvorm uitgebracht. De krant die bij Ohee hoorde, Het Volk, gaf vervolgens in de jaren 60 verscheidene albums uit. Slechts 1 verhaal werd niet als album uitgegeven totdat Brabant Strip dit verhaal uitgaf in 1994.
Bob Mau overleed in 2006.

## Albums

### De Algemene Pers (1959-1961)
Onderstaande 5 strips werden oorspronkelijk uitgegeven bij De Algemene Pers.
| Titel               | Uitgavejaar |
| ------------------- | ----------- |
| De hik-o-straler    | 1959        |
| De zwarte tijger    | 1959        |
| De ravenbaron       | 1960        |
| De rampzalige bril  | 1960        |
| De geest van Bukhar | 1961        |

### Het Goede Boek (1962-1965)
Bovenstaande strips werden heruitgegeven in 1965 bij de uitgeverij Het Goede Boek. Daarnaast verschenen nog 6 nieuwe, onderstaande albums oorspronkelijk bij deze uitgeverij.
| Titel                   | Uitgavejaar |
| ----------------------- | ----------- |
| De kat van Toetanchamon | 1962        |
| De bende van Torenburg  | 1962        |
| Het kluts-gevaar        | 1962        |
| De schat van Nana Sahib | 1962        |
| De verloren safari      | 1963        |
| De zoete diamanten      | 1963        |

### Het Volk (1964)
Onderstaand album verscheen oorspronkelijk in albumvorm bij Het Volk.
| Titel          | Uitgavejaar |
| -------------- | ----------- |
| Vreemde poppen | 1964        |

### Brabant Strip (1994)
Onderstaand verhaal verscheen oorspronkelijk in albumvorm bij de uitgeverij Brabant Strip.
| Titel                   | Uitgavejaar |
| ----------------------- | ----------- |
| Het spook van Zamelberg | 1994        |